# منتخب آيسلندا لكرة الماء للرجال
منتخب آيسلندا لكرة الماء للرجال هو ممثل آيسلندا الرسمي في المنافسات الدولية في كرة الماء .